# Samische Studien
Samische Studien (früher auch Lappologie) ist die Wissenschaft, die sich mit Sápmi und den Samen beschäftigt. Im Zentrum stehen geistes- und gesellschaftswissenschaftliche Fragen, unter anderem zur samischen Ethnologie, Geschichte, Literatur- und Sprachwissenschaft.

## Samische Studien im Curriculum
Samisch ist eine Gruppe von nahe verwandten Sprachen und Gesellschaften, die ähnlich divers sind wie Nordgermanisch oder Ostseefinnisch. Das traditionelle Siedlungsgebiet der Samen, Sápmi, bildet eine transnationale Region, die nicht nur mit den vier Nationalstaaten Finnland, Norwegen, Schweden und Russland überlappt, sondern auch mit anderen Regionen, wie dem Norden, der Barentsregion und der Arktis.
Demnach hätten Samische Studien ähnliches Potential wie andere Philologien oder Regionalwissenschaften. Es gibt aber außerhalb Skandinaviens bisher keine Universität an der Samische Studien als eigenes Fach im Curriculum verankert sind. Trotzdem findet Forschung und Lehre in Samischen Studien an verschiedenen finnougristischen, skandinavistischen und anderen Instituten statt, in Deutschland zum Beispiel am Skandinavischen Seminar in Freiburg, am Nordeuropa-Institut in Berlin und an der Skandinavistik/Fennistik in Köln. An der Universität von Texas in Austin finden Kurse in Samischen Studien am Germanischen Institut statt.
In Skandinavien können Samische Studien unter anderem an den Universitäten Helsinki, Oulu, Tromsø, und Umeå sowie vor allem an der Samischen Universität für Angewandte Wissenschaften in Kautokeino studiert werden. An der Staatlichen Universität der Arktis Murmansk ist der Aufbau einer entsprechenden Abteilung geplant.

## Fachgeschichte
Samische Studien wurden unter der Bezeichnung "Lappologie" lange Zeit vor allem als nicht-selbständiges Fach innerhalb der Finnougristik betrieben. Bekannte Forscher an deutschen Universitäten sind Wolfgang Schlachter (München, später Göttingen) und Hans-Hermann Bartens (Göttingen). Auch Eberhard Winkler (Göttingen), Jurij Kusmenko (Berlin) und Rogier Blokland (ehemals München) haben in Deutschland zum Samischen gearbeitet.
Seit etwa Mitte des letzten Jahrhunderts setzt eine "samische Wiedergeburt" ein, die vor allem die völkerrechtliche Anerkennung der Samen als indigene Minderheitengruppe in Nordeuropa zum Ziel hat. Dieser Prozess hat Parallelen in der Nationenbildung anderer Gesellschaften und führte unter anderem zur Etablierung ethnisch-nationaler samischer Forschung. Diese soll aus einer Innenperspektive grundlegendes Wissen über die saamischen Gesellschaften zu Tage fördern und vermitteln, neue angewandte Forschungsmethoden hervorbringen und damit nicht zuletzt auch indirekt die Selbstbestimmung innerhalb Sápmis vorantreiben.
Konsequenterweise stehen deshalb verschiedene mit der Minderheitenproblematik verbundene Forschungsfragen zentral in den heutigen Samischen Studien. Aber auch die lange untersuchten Gebieten der samischen Ethnologie, Geschichte, Literatur- und Sprachwissenschaft werden intensiv weiter entwickelt. Im Zusammenhang mit der Neuausrichtung des Faches von Innen geschieht ebenfalls eine kritische Auseinandersetzung mit der Forschungsgeschichte und der durch die Außenperspektive der bisherigen Forschung geprägte Forschungsethik.

## Wissenschaftsforen
Die wichtigsten wissenschaftlichen Foren für Samische Studien sind die selbständigen, an Universitäten angesiedelten samischen Forschungsinstitute CeSam (Tromsø) und SESAM (Umeå), das samische Institut Giellagas der Universität Oulu sowie nicht zuletzt die Samische Universität für Angewandte Wissenschaft in Kautokeino. Diese Forschungseinrichtungen initiieren und koordinieren Ausbildung und Forschung im Fach, stellen Stipendien für samische Forscher zur Verfügung und organisieren Workshops und Konferenzen.
Eigene Publikationsforen des Faches sind die interdisziplinäre Zeitschrift Sámi dieđalaš áigečála, die ausschließlich in samischen Sprachen verfasste Beiträge unter Open-Access-Bedingungen veröffentlicht sowie die Schriftenreihe Dieđut für Monographien und Sammelwerke zu relevanten Themen.
In Deutschland erscheint seit 2014 die Reihe Samica.